# Стецюк Олег Миколайович
Олег Миколайович Стецюк (нар. 23 липня 1989, Дрогобич) — український журналіст, краєзнавець, прозаїк, художник, громадський діяч, засновник інтернет-видання Drohobyczer Zeitung, автор ілюстрованого туристичного путівника про Дрогобич, розробник першої туристичної онлайн-карти Дрогобича. Лауреат Міжнародного літературного конкурсу ім. В.Гроссмана «В городе Бердичеве» (2016)., переможець літературного фестивалю «Шодуарівська альтанка» (2018). Розрозбник авторських екскурсій Дрогобичем: «Франкошпацер Дрогобичем», «Кава.Нафта.Ліґуміни», «Таємниці цинамонового міста» та ін. З 2024 в лавах НГУ (14 штурмова бригада "Червона калина").

## Освіта
- 2012 — закінчив Львівський національний університет імені Івана Франка, факультет журналістики та Дрогобицький державний педагогічний університет ім. І.Франка, історичний факультет.

## Журналістська діяльність
- 2010—2012 — позаштатний кореспондент тижневика «Каменярі»;
- 2012—2013 — редактор молодіжного інтернет-видання «Youngsoul.com.ua»;
- 2012—2017 — редактор Інтернет-газети «Drohobyczer Zeitung»;
- 2013—2014 — співредактор № 71 незалежного культурологічного часопису «Ї»;
- 2014—2015 — редактор інтернет-видання «Добре місто».
- 2020 (січень) —2020 (жовтень)  — редактор інтернет-видання «Zmistovno.com.ua».